# Ju Se-jong
Ju Se-jong (주세종?, 朱世鐘?; Anyang, 30 ottobre 1990) è un calciatore sudcoreano, centrocampista del Daejeon Citizen e della nazionale sudcoreana.

## Statistiche

### Cronologia presenze e reti in nazionale
| Cronologia completa delle presenze e delle reti in nazionale ― Corea del Sud | Cronologia completa delle presenze e delle reti in nazionale ― Corea del Sud | Cronologia completa delle presenze e delle reti in nazionale ― Corea del Sud | Cronologia completa delle presenze e delle reti in nazionale ― Corea del Sud | Cronologia completa delle presenze e delle reti in nazionale ― Corea del Sud | Cronologia completa delle presenze e delle reti in nazionale ― Corea del Sud | Cronologia completa delle presenze e delle reti in nazionale ― Corea del Sud | Cronologia completa delle presenze e delle reti in nazionale ― Corea del Sud |
| Data                                                                         | Città                                                                        | In casa                                                                      | Risultato                                                                    | Ospiti                                                                       | Competizione                                                                 | Reti                                                                         | Note                                                                         |
| ---------------------------------------------------------------------------- | ---------------------------------------------------------------------------- | ---------------------------------------------------------------------------- | ---------------------------------------------------------------------------- | ---------------------------------------------------------------------------- | ---------------------------------------------------------------------------- | ---------------------------------------------------------------------------- | ---------------------------------------------------------------------------- |
| 11-6-2015                                                                    | Kuala Lumpur                                                                 | Corea del Sud                                                                | 3 – 0                                                                        | Emirati Arabi Uniti                                                          | Amichevole                                                                   | -                                                                            | 82’                                                                          |
| 5-8-2015                                                                     | Wuhan                                                                        | Giappone                                                                     | 1 – 1                                                                        | Corea del Sud                                                                | Coppa dell'Asia orientale                                                    | -                                                                            | 36’                                                                          |
| 27-3-2016                                                                    | Bangkok                                                                      | Thailandia                                                                   | 0 – 1                                                                        | Corea del Sud                                                                | Amichevole                                                                   | -                                                                            | 66’                                                                          |
| 1-6-2016                                                                     | Salisburgo                                                                   | Spagna                                                                       | 6 – 1                                                                        | Corea del Sud                                                                | Amichevole                                                                   | 1                                                                            | 61’                                                                          |
| 5-6-2016                                                                     | Praga                                                                        | Rep. Ceca                                                                    | 1 – 2                                                                        | Corea del Sud                                                                | Amichevole                                                                   | -                                                                            |                                                                              |
| 14-11-2017                                                                   | Ulsan                                                                        | Corea del Sud                                                                | 1 – 1                                                                        | Serbia                                                                       | Amichevole                                                                   | -                                                                            | 85’                                                                          |
| 9-12-2017                                                                    | Tokyo                                                                        | Corea del Sud                                                                | 2 – 2                                                                        | Cina                                                                         | Coppa dell'Asia orientale                                                    | -                                                                            |                                                                              |
| 16-12-2017                                                                   | Chōfu                                                                        | Giappone                                                                     | 1 – 4                                                                        | Corea del Sud                                                                | Coppa dell'Asia orientale                                                    | -                                                                            |                                                                              |
| 28-5-2018                                                                    | Taegu                                                                        | Corea del Sud                                                                | 2 – 0                                                                        | Honduras                                                                     | Amichevole                                                                   | -                                                                            |                                                                              |
| 1-6-2018                                                                     | Jeonju                                                                       | Corea del Sud                                                                | 1 – 3                                                                        | Bosnia ed Erzegovina                                                         | Amichevole                                                                   | -                                                                            | 75’                                                                          |
| 11-6-2018                                                                    | Grödig                                                                       | Corea del Sud                                                                | 0 – 2                                                                        | Senegal                                                                      | Amichevole                                                                   | -                                                                            | 83’                                                                          |
| 23-6-2018                                                                    | Rostov                                                                       | Corea del Sud                                                                | 1 – 2                                                                        | Messico                                                                      | Mondiali 2018 - 1º turno                                                     | -                                                                            | 64’                                                                          |
| 27-6-2018                                                                    | Kazan'                                                                       | Corea del Sud                                                                | 2 – 0                                                                        | Germania                                                                     | Mondiali 2018 - 1º turno                                                     | -                                                                            | 69’                                                                          |
| 17-11-2018                                                                   | Brisbane                                                                     | Australia                                                                    | 1 – 1                                                                        | Corea del Sud                                                                | Amichevole                                                                   | -                                                                            | 46’                                                                          |
| 20-11-2018                                                                   | Brisbane                                                                     | Uzbekistan                                                                   | 0 – 4                                                                        | Corea del Sud                                                                | Amichevole                                                                   | -                                                                            |                                                                              |
| 7-1-2019                                                                     | Dubai                                                                        | Corea del Sud                                                                | 1 – 0                                                                        | Filippine                                                                    | Coppa d'Asia 2019 - 1º turno                                                 | -                                                                            | 86’                                                                          |
| 11-1-2019                                                                    | al-'Ayn                                                                      | Kirghizistan                                                                 | 0 – 1                                                                        | Corea del Sud                                                                | Coppa d'Asia 2019 - 1º turno                                                 | -                                                                            | 63’                                                                          |
| 16-1-2019                                                                    | Abu Dhabi                                                                    | Corea del Sud                                                                | 2 – 0                                                                        | Cina                                                                         | Coppa d'Asia 2019 - 1º turno                                                 | -                                                                            | 81’                                                                          |
| 22-1-2019                                                                    | Dubai                                                                        | Corea del Sud                                                                | 2 – 1 dts                                                                    | Bahrein                                                                      | Coppa d'Asia 2019 - Ottavi di finale                                         | -                                                                            | 68’                                                                          |
| 25-1-2019                                                                    | Abu Dhabi                                                                    | Corea del Sud                                                                | 0 – 1                                                                        | Qatar                                                                        | Coppa d'Asia 2019 - Quarti di finale                                         | -                                                                            | 82’                                                                          |
| 22-3-2019                                                                    | Ulsan                                                                        | Corea del Sud                                                                | 1 – 0                                                                        | Bolivia                                                                      | Amichevole                                                                   | -                                                                            |                                                                              |
| 6-6-2019                                                                     | Pusan                                                                        | Corea del Sud                                                                | 1 – 0                                                                        | Australia                                                                    | Amichevole                                                                   | -                                                                            |                                                                              |
| 11-6-2019                                                                    | Seul                                                                         | Corea del Sud                                                                | 1 – 1                                                                        | Iran                                                                         | Amichevole                                                                   | -                                                                            | 78’                                                                          |
| 19-11-2019                                                                   | Abu Dhabi                                                                    | Brasile                                                                      | 3 – 0                                                                        | Corea del Sud                                                                | Amichevole                                                                   | -                                                                            | 88’                                                                          |
| 15-12-2019                                                                   | Busan                                                                        | Corea del Sud                                                                | 1 – 0                                                                        | Cina                                                                         | Coppa dell'Asia orientale 2019                                               | -                                                                            |                                                                              |
| 18-12-2019                                                                   | Busan                                                                        | Corea del Sud                                                                | 1 – 0                                                                        | Giappone                                                                     | Coppa dell'Asia orientale 2019                                               | -                                                                            |                                                                              |
| 14-11-2020                                                                   | Wiener Neustadt                                                              | Corea del Sud                                                                | 2 – 3                                                                        | Messico                                                                      | Amichevole                                                                   | -                                                                            |                                                                              |
| 17-11-2020                                                                   | Maria Enzersdorf                                                             | Qatar                                                                        | 1 – 2                                                                        | Corea del Sud                                                                | Amichevole                                                                   | -                                                                            | 88’                                                                          |
| 7-9-2021                                                                     | Suwon                                                                        | Corea del Sud                                                                | 1 – 0                                                                        | Libano                                                                       | Qual. Mondiali 2022                                                          | -                                                                            | 72’                                                                          |
| Totale                                                                       |                                                                              | Presenze                                                                     | 29                                                                           |                                                                              | Reti                                                                         | 1                                                                            |                                                                              |

## Palmarès

### Club

#### Competizioni nazionali
- Campionato sudcoreano: 1

Seoul: 2016
- K League 2: 1

Asan Mugunghwa: 2018

### Nazionale
- Coppa dell'Asia orientale: 3

2015, 2017, 2019